# L'Illustration

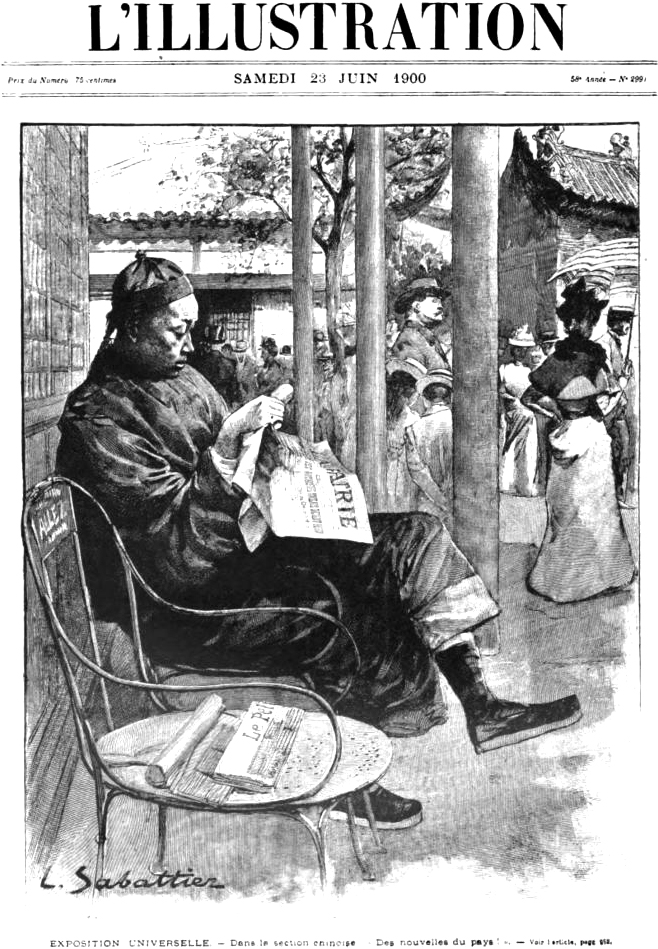
Exposition Universelle - În secțiunea chineză (1900). Ilustrație de Louis Rémy Sabattier

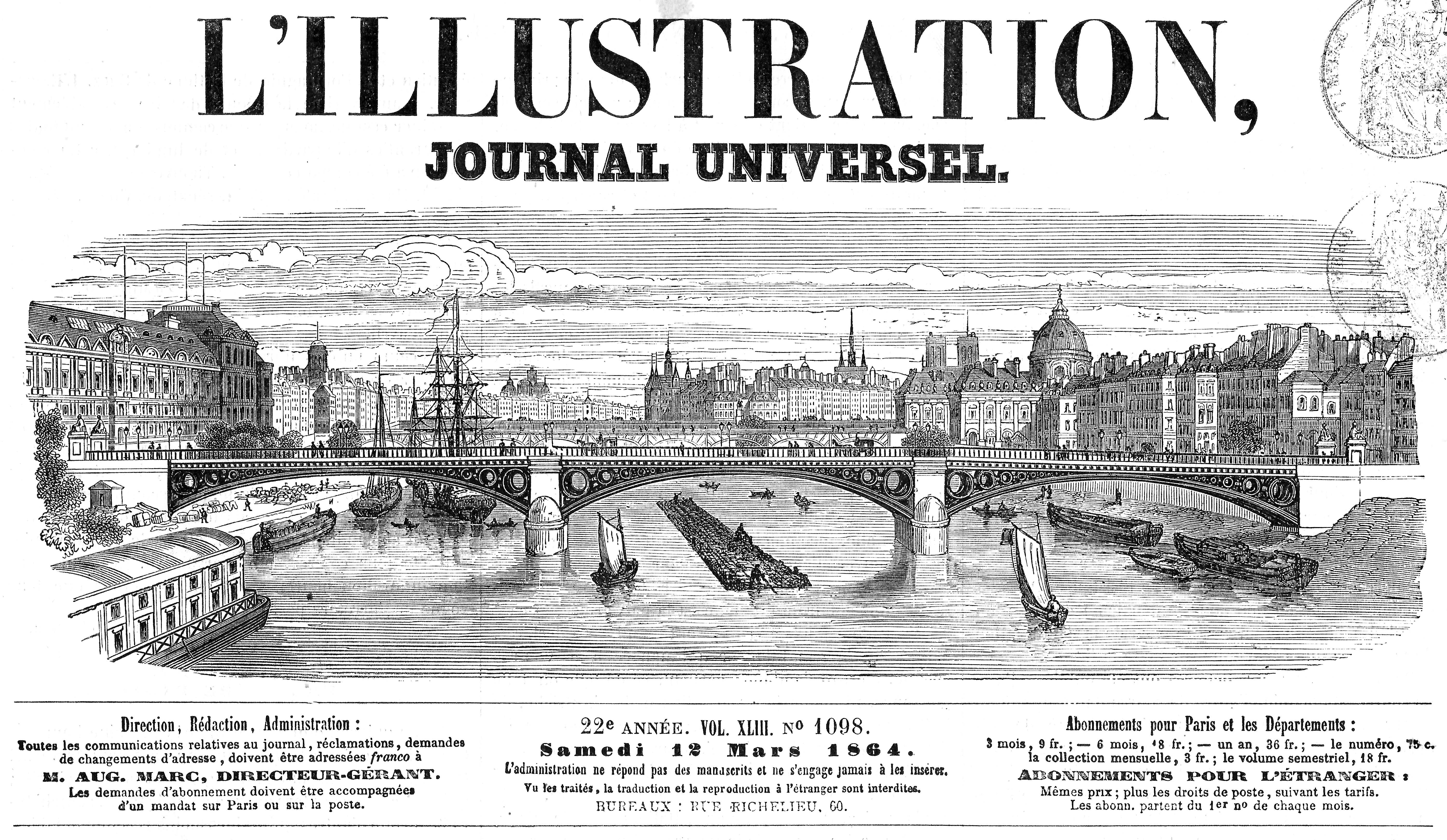
Prima pagină în 1864.

L'Illustration a fost un ziar francez cu apariție săptămânală publicat la Paris din 1843 până în 1944. El a fost fondat de către Édouard Charton, iar primul număr a fost publicat pe 4 martie 1843.
În 1891, L'Illustration a devenit primul ziar francez care a publicat o fotografie. Multe dintre aceste fotografii au fost furnizate de agenții de presă ca Chusseau-Flaviens, dar, și creații ale angajaților proprii, cum ar fi Léon Torno și alții În 1907, LIllustration a fost primul care a publicat o fotografie color. A publicat, de asemenea romanul lui Gaston Leroux Le mystere de la chambre jaune sub formă de serie cu un an înainte de lansarea integrală în 1908.
Redactor-șef a fost Gaston Sorbets din 1923. În timpul celui de-al Doilea Război Mondial, deși era patronat de familia Basquet, ziarul urma ideologia Mareșalului Philippe Pétain, Révolution nationale. Cu toate acestea, a refuzat să publice articole pro-germane, realizate de Jacques Bouly de Lesdain. Cu toate acestea, Lesdain a devenit mai târziu redactor politic.
Revista a fost închisă în 1944, după Eliberarea Parisului. O altă versiune a fost reînființată în 1945 sub numele de France-Illustration, dar a intrat în faliment în anul 1957.

## Legături externe
- Materiale media legate de L'Illustration la Wikimedia Commons
- Site oficial al companiei L'Illustration care a publicat L'Illustration
- Hathi Trust. L'Illustration, numere digitalizate